# Госен (город)
Госэн (яп. 五泉市 Госэн-си) — город в Японии, расположенный в северо-восточной части префектуры Ниигата. Основан 3 ноября 1954 года в результате слияния посёлка Госэн и сёл Тампон, Кавахигаси и Хасида уезда Накакамбара. 1 января 2006 года город Мурамацу вошёл в состав города Госэн.
Площадь города составляет 351,87 км², население — 52 056 человек (1 августа 2014), плотность населения — 147,94 чел./км².

## Известные люди из Госэна
- Ёсифуми Кондо (режиссёр аниме, создатель персонажей)
- Кадзуя Цурумаки (режиссёр аниме)
- Кимио Яганисава (Мангака)